# Francisco Garza Gutiérrez
Francisco Garza Gutiérrez (* 14. März 1904 in Mexiko-Stadt; † 30. Oktober 1965) war ein mexikanischer Fußballspieler, der in der Verteidigung agierte. Er war ein jüngerer Bruder von Rafael Garza Gutiérrez, der als der eigentliche Gründer des Club América angesehen wird. Beide Brüder spielten zeitlebens ausschließlich für diesen Verein und die mexikanische Nationalmannschaft.

## Biografie
Francisco Garza Gutiérrez erlebte die erste goldene Epoche des Club América mit, der zwischen 1925 und 1928 viermal in Folge Meister der Hauptstadtliga wurde. Es ist anzunehmen, dass Francisco Garza zum Kader aller vier Meistermannschaften gehörte, in jenen Jahren aber nicht unbedingt zur Stammformation zählte; zumindest erscheint sein Name in der Chronik der Meistermannschaften lediglich in der Spielzeit 1926/27.
Sein einziger offizieller Länderspieleinsatz datiert vom 19. Juli 1930 und fand im Rahmen der ersten Fußball-Weltmeisterschaft 1930 gegen Argentinien (3:6) statt. Daneben bestritt er noch mindestens ein inoffizielles Länderspiel bei der Einweihung des Parque Necaxa am 14. September 1930, als eine mexikanische Auswahlmannschaft dem Gastgeber mit 4:5 unterlag. 